# Ernest Paananen
Ernest Paananen, född 26 december 1879 i Pihtipudas, död 12 januari 1951 i New York, var en amerikafinländsk sångare, violinist och sångtextförfattare. Han var far till skådespelaren Tuulikki Paananen.
Ernest Paananen var gift med den amerikafinländska pianisten Fanny Bay, med vilken han hade dottern Tuulikki. Familjen emigrerade 1919 till USA och när makarna skiljdes fick Tuulikki växa upp hos modern och styvfadern. I Ohio blev Paananen en framstående violinist och gjorde sammanlagt tio resor över Atlanten för att vara aktiv i både Finland och USA. Han var även för en tid medlem i Clevelands symfoniorkester. Som sångare och violinist gjorde Paananen sjutton grammofoninspelningar tillsammans med Antti Kosolas orkester i New York 1929–1930. En del av sångerna hade Paananen själv författat, däribland valsen Muistatko vielä illan sen, även kallad Älä unhoita minua, som senare spelats in av bland andra Tapio Rautavaara.

## Skivinspelningar[4]

### 25 september 1929
- Kuokkavieraita
- Kuuliaistanssit
- Naimahommia 1–6

### 4 oktober 1929
- Harmiaveden rannalla
- Mennäästä poijat

### 1929
- Kelluvalla pinnalla
- Koko maailman valssi

### 1930
- Hei varsalla vain
- Lauluni kannel nyt soi
- Liukkaalla jäällä
- Älä unhoita minua